# Андерсон, Пол Уильям
Пол Уи́льям А́ндерсон (англ. Poul William Anderson; 25 ноября 1926 года, Бристол, Пенсильвания, США — 31 июля 2001 года, Оринда, Калифорния, США) — американский писатель-фантаст.

## Биография
Пол Уильям Андерсон родился 25 ноября 1926 года в Бристоле (Пенсильвания, США) в семье инженера Антона Андерсона. Родители Пола были выходцами из Скандинавии. Вскоре после его рождения, семья переехала в Техас. Через 10 лет отец Пола умер, и мать перевезла детей в Данию, однако с началом Второй мировой войны семья вернулась в Соединённые Штаты и поселилась на ферме в Миннесоте.
Андерсон изучал физику в Миннесотском университете. Его первые рассказы были опубликованы в научно-фантастическом журнале Astounding Science Fiction ещё в годы учёбы. Окончив с отличием университет в 1948 году и получив степень бакалавра, Андерсон тем не менее оставил физику и посвятил себя писательской деятельности.
В 1953 году Пол Андерсон женился на Карен Крузи, в соавторстве с которой впоследствии создал несколько произведений. Семья переехала в Область залива Сан-Франциско, поселившись в городе Оринда. В 1953 году у них родилась дочь Астрид. В 1983 году Астрид Андерсон вышла замуж за писателя-фантаста Грега Бира.
Пол Андерсон умер 31 июля 2001 года от рака. Некоторые его произведения были изданы посмертно.

## Творчество
Дебютировал в марте 1947 года рассказом «Дети завтрашнего дня», написанным в соавторстве с Ф. Н. Уолдропом и опубликованном в журнале Джона В. Кэмпбелла Astounding Science Fiction. В июле того же года последовало продолжение — рассказ Андерсона «Логическая цепочка» (англ. Chain of Logic). Спустя четырнадцать лет, в 1961 году, Андерсон решил продолжить историю, написав повесть и эпилог и объединив все четыре работы под общим названием «Сумеречный мир: научно-фантастический роман о Детях завтрашнего дня» (англ. Twilight World: A Science Fiction Novel of Tomorrow's Children). Уолдроп в авторах не значился.
Первый роман Пола Андерсона — «Кладовая веков» (англ. Vault of the Ages) — был опубликован в 1952 году.
При написании фэнтезийной тетралогии «Король Иса» (1988) соавтором выступила его жена Карен.
В своём творчестве Андерсон использовал псевдонимы A. A. Craig, Michael Karageorge и Winston P. Sanders.
Пол Андерсон стал лауреатом семи премий «Хьюго» (1961, 1964, 1969, 1972, 1973, 1979, 1981) и трёх премий «Небьюла» (1971, 1973, 1981), премии «Гэндальф» (1978) и премии издательства «Макмиллан» — «Cock Robin Award» за детективный роман «Погибнуть от меча» («Perish by the Sword») (1959). В 1978 г. получил титул «Великий Мастер Фэнтези» Хьюго, в 1997 г. — титул «Великий Мастер» Небьюла.
В одном из интервью Пол Андерсон назвал лучшими своими произведениями романы «Тау Ноль» («Tau Zero») (1970), «Буря в летнюю ночь» («A Midsummer Tempest») (1974), «Челн на миллион лет» («The Boat of a Million Years») (1989), «Три сердца и три льва» («Three Hearts And Three Lions») (1961), «Враждебные звёзды» («The Enemy Stars») (1958) и «Волна мозга» («Brain Wave») (1954).

### Циклы
Психотехническая Лига
- Звёздные пути (Star Ways / The Peregrine; 1956) сборник
- Снега Ганимеда (The Snows of Ganymede; 1958)
- Хладнокровная победа (Cold Victory; 1957) сборник
- Девственная планета (Virgin Planet; 1959)
- Не-Человек (Un-Man; 1952)
- Чувствительный человек (The Sensitive Man; 1953)
- Сильный дождь (The Big Rain; 1954)
- Марий (Marius; 1957)
- Звездолёт (Starship; 1982) сборник

Николас ван Рийн:
- Война Крылатых Людей (War of the Wing-Men / The Man Who Counts; 1958)
- Звёздные торговцы (Trader to the Stars; 1964) сборник
- Возмутители спокойствия (The Trouble Twisters / Trader Team; 1965)
- Сатанинский мир (Satan’s World; 1969)
- Земная книга Стормгейта (The Earth Book of Stormgate; 1978). сборник
- Миркхейм (Mirkheim; 1977)
- Люди ветра (The People of the Wind; 1973)

Фландри:
- Агент Земной Империи (Agent of the Terran Empire; 1965), сборник
- Фландри с Земли (Flandry of Terra; 1965), сборник
- Мичман Фландри (Ensign Flandry; 1966)
- Восставшие миры (The Rebel Worlds; 1969)
- Все круги ада (A Circus of Hells; 1970)
- День их возвращения (The Day of Their Return; 1973)
- Рыцарь духов и теней (A Knight of Ghosts and Shadows; 1974)
- Камень в небе (A Stone in Heaven; 1979)
- Имперская игра (The Game of Empire; 1985)
- Долгая ночь (The Long Night; 1983), сборник
- Пусть космонавты поберегутся (Let the Spacemen Beware; 1963)

Патруль времени:
- Стража Времени (Guardians of Time; 1960), сборник:
  - Патруль времени (Time Patrol; 1955)
  - Быть царём (Легко ли быть царём) (Brave to be a King; 1959)
  - Единственная игра в городе (The Only Game in the Town; 1960)
  - Delenda Est (1955)
- Гибралтарский водопад (Gibraltar Falls; 1975)
- Патрульный времени (Time Patrolman; 1983), сборник:
  - …И слоновую кость, и обезьян, и павлинов (Слоновая кость, обезьяны и павлины) (Ivory, and Apes, and Peacocks; 1983), повесть
  - Печаль гота Одина (The Sorrow of Odin The Goth; 1983), повесть
- Звезда моря (Star of the Sea; 1991)
- Год искупления (The Year of the Ransom; 1988)
- Щит времён (Щит времени) (The Shield of Time; 1990)
- Смерть и рыцарь (Death and the Knight; 1995)

Последний Викинг (в соавторстве с Карен Андерсон)
- Золотой Рог (The Golden Horn; 1980)
- Дорога морского коня (The Road of the Sea Horse; 1980)
- Знак Ворона (The Sign of the Raven; 1980)

Короли Иса (в соавторстве с Карен Андерсон)
- Девять королев (Roma Mater; 1986) в
- Галльские ведьмы (Gallicenae; 1987)
- Дахут, Дочь Короля (Dahut; 1987)
- Пёс и волк (The Dog and the Wolf; 1988)

Операция Другой Мир:
- Операция Хаос (Operation Chaos; 1971)
- Операция "Луна" (Operation Luna; 1999)

Хока (в соавторстве с Гордоном Диксоном)
- Бремя землянина (Earthman’s Burden; 1957)
- Звёздный принц Чарли (Star Prince Charlie; 1975)
- Хока! (Hoka!; 1983)

История Рустама
- Нелимитированная орбита (Orbit Unlimited; 1961) сборник
- Новая Америка (New America; 1982) сборник

Маураи:
- Гетто («Ghetto»; 1954)
- Маураи и Кит (Maurai and Kith; 1982), сборник
- Орион взойдёт (Orion Shall Rise; 1983)

Урожай звёзд:
- Урожай звёзд (Harvest of Stars; 1993)
- Звёзды тоже обжигают (The Stars Are Also Fire; 1994)
- Огненный урожай (Harvest the Fire; 1995)
- Звёздный флот (The Fleet of Stars; 1997)

### Вне серий
- Свод веков (Vault of the Ages; 1952)
- Полёт в навсегда/Полёт в вечность (Flight to forever; 1953)
- Волна мозга (Brain Wave; 1954)
- Сломанный Меч (The Broken Sword; 1954)
- Планета, с которой нет возврата (Planet of No Return; 1954)
- Долгая дорога домой (The long way home / No World of Their Own; 1955)
- Память (Memory; 1957)
- Зовите меня Джо (Call Me Joe; 1957)
- Погибнуть от меча (Perish by the Sword; 1959)
- Война двух миров (War of Two Worlds; 1959)
- Враждебные звёзды (The Enemy Stars; 1959) сборник
- Крестовый поход в небеса/Крестоносцы космоса (The High Crusade; 1960)
- The Longest Voyage (1961)
- Сдвиг во времени (Timelag ;1961)
- Три сердца и три льва (Three Hearts and Three Lions; 1961)
- Сумеречный мир (Twilight World; 1961)
- После Судного Дня (After Doomsday; 1962)
- Временный корабль (The Makeshift Rocket; 1962)
- На грани убийства (Murder Bound; 1962)
- Щит/ Кокон (Shield; 1963)
- Победить на трёх мирах / Завоевать три мира / Кентавры Юпитера (Three Worlds to Conquer; 1964)
- Звёздный Лис (The Star Fox; 1965) (Prometheus Award в 1995)
- Коридоры времени (The Corridors of Time; 1965)
- Государственная измена (High Treason; 1966)
- Мир без звёзд (World Without Stars; 1966)
- Тау Ноль / Когда замирает время (Tau Zero; 1970)
- Выполненное задание (The Fatal Fulfillment; 1970)
- Человек от двух миров (The Byworlder; 1971)
- Танцовщица из Атлантиды (The Dancer from Atlantis; 1971)
- Настанет время (There Will Be Time; 1972)
- Проблема боли (другое название - Проблема страдания; The Problem of Pain; 1973)
- Бескрылый (Wingless; 1973)
- Сага о Хрольфе Краки (Hrolf Kraki’s Saga; 1973)
- Царица Ветров и Тьмы (The Queen of Air and Darkness; 1973) сборник
- Огненная пора/Время огня (Fire Time; 1974)
- Наследники Земли (Inheritors of Earth 1974) в соавторстве с Гордоном Эклундом
- Буря в летнюю ночь (A Midsummer Tempest; 1974)
- Зима над миром/Зима Мира (The Winter of the World; 1976)
- Аватара (The Avatar 1978) (не следует путать с одноименным фильмом Джеймса Кэмерона)
- Дети морского царя (The Merman’s Children; 1979)
- Демон острова Скаттери (The Demon of Scattery; 1979) в соавторстве с Милдред Броксон
- Конан-повстанец (Conan the Rebel; 1980)
- Дьявольская игра (The Devil’s Game; 1980)
- Чёлн на миллион лет (The Boat of a Million Years; 1989)
- Война Богов (War of the Gods; 1997)
- Genesis (2000)
- Мать Королей (Mother of Kings; 2001) в России выходила как «Королева Викингов»

## Премии
- Премия Хьюго 1961 за рассказ The Longest Voyage
- Премия Хьюго 1964 за рассказ No Truce with Kings
- Премия Хьюго 1969 за повесть The Sharing of Flesh
- Премия Хьюго 1972 за повесть The Queen of Air and Darkness
- Премия Хьюго 1973 за повесть Goat Song
- Премия Хьюго 1978 «Великий Мастер Фэнтези» — за заслуги
- Премия Хьюго 1979 за повесть Hunter’s Moon
- Премия Хьюго 1981 за повесть The Saturn Game
- Премия Небьюла 1971 за повесть The Queen of Air and Darkness
- Премия Небьюла 1973 за повесть Goat Song
- Премия Небьюла 1981 за повесть The Saturn Game
- Премия Скайларк 1982 за заслуги
- Премия Небьюла 1997 «Великий Мастер» — за заслуги
- Премия Локус 1972 за повесть «Царица Ветров и Тьмы» (The Queen of Air and Darkness)
- Премия Зиланткон 1999 за роман The broken sword
- Премия Странник 1999 за заслуги.
- Мемориальная Премия Джона Кэмпбелла 2001 за роман Genesis
- Премия Великое Кольцо 1990 за повесть «Царица Ветров и Тьмы» (The Queen of Air and Darkness)
- Премия Прометей за Trader to the Stars
- Премия Прометей" за The Stars Are Also Fire